# Copa de Túnez de balonmano
La Copa de Túnez de balonmano es la copa nacional de balonmano masculino de Túnez. Fue fundada en 1955.

## Palmarés
- 1955-1956 : Stade gaulois
- 1956-1957 : Union sportive maritime de Menzel Bourguiba
- 1957-1958 : Effort sportif
- 1958-1959 : Effort sportif
- 1959-1960 : Espérance sportive de Tunis
- 1960-1961 : Association sportive des PTT
- 1961-1962 : Association sportive des PTT
- 1962-1963 : Al Mansoura Chaâbia de Hammam Lif
- 1963-1964 : Club africain
- 1964-1965 : Club africain
- 1965-1966 : Club africain
- 1966-1967 : Club africain
- 1967-1968 : Club africain
- 1968-1969 : Club africain
- 1969-1970 : Espérance sportive de Tunis
- 1970-1971 : Espérance sportive de Tunis
- 1971-1972 : Espérance sportive de Tunis
- 1972-1973 : Espérance sportive de Tunis
- 1973-1974 : Espérance sportive de Tunis
- 1974-1975 : Espérance sportive de Tunis
- 1975-1976 : Espérance sportive de Tunis
- 1976-1977 : no disputada
- 1977-1978 : Espérance sportive de Tunis
- 1978-1979 : Espérance sportive de Tunis
- 1979-1980 : Espérance sportive de Tunis
- 1980-1981 : Espérance sportive de Tunis
- 1981-1982 : Espérance sportive de Tunis
- 1982-1983 : Espérance sportive de Tunis
- 1983-1984 : Espérance sportive de Tunis
- 1984-1985 : Espérance sportive de Tunis
- 1985-1986 : Espérance sportive de Tunis
- 1986-1987 : Club africain
- 1987-1988 : Club africain
- 1988-1989 : Club africain
- 1989-1990 : El Makarem de Mahdia
- 1990-1991 : Étoile sportive du Sahel
- 1991-1992 : Espérance sportive de Tunis
- 1992-1993 : Espérance sportive de Tunis
- 1993-1994 : Espérance sportive de Tunis
- 1994-1995 : Espérance sportive de Tunis
- 1995-1996 : Club africain
- 1996-1997 : Club africain
- 1997-1998 : Club africain
- 1998-1999 : El Makarem de Mahdia
- 1999-2000 : Étoile sportive du Sahel
- 2000-2001 : Club africain
- 2001-2002 : Espérance sportive de Tunis
- 2002-2003 : Club africain
- 2003-2004 : Club africain
- 2004-2005 : Espérance sportive de Tunis
- 2005-2006 : Espérance sportive de Tunis
- 2006-2007 : Club africain
- 2007-2008 : Étoile sportive du Sahel
- 2008-2009 : Étoile sportive du Sahel
- 2009-2010 : Étoile sportive du Sahel
- 2010-2011 : Club africain
- 2011-2012 : Association sportive d'Hammamet
- 2012-2013 : Espérance sportive de Tunis
- 2013-2014 : Étoile sportive du Sahel
- 2014-2015 : Club africain
- 2015-2016 : Club africain
- 2016-2017 : Étoile sportive du Sahel
- 2017-2018 : Espérance sportive de Tunis
- 2018-2019 : Club sportif de Sakiet Ezzit
- 2019-2020 : Club sportif de Sakiet Ezzit
- 2020-2021 : Espérance sportive de Tunis
- 2021-2022 : Espérance sportive de Tunis
- 2022-2023 : Espérance sportive de Tunis
- 2023-2024 : Espérance sportive de Tunis

## Palmarés por equipo
| Club                                        | Títulos |
| ------------------------------------------- | ------- |
| Espérance sportive de Tunis                 | 30      |
| Club africain                               | 19      |
| Étoile sportive du Sahel                    | 7       |
| El Makarem de Mahdia                        | 2       |
| Club sportif de Sakiet Ezzit                | 2       |
| Association sportive des PTT                | 2       |
| Effort sportif                              | 2       |
| Association sportive d'Hammamet             | 1       |
| Stade gaulois                               | 1       |
| Union sportive maritime de Menzel Bourguiba | 1       |
| Al Mansoura Chaâbia de Hammam Lif           | 1       |

- Datos: Q3000138